# Elsothera murrayana
Elsothera murrayana är en snäckart som först beskrevs av Ludwig Pfeiffer 1864.  Elsothera murrayana ingår i släktet Elsothera och familjen Charopidae. Inga underarter finns listade i Catalogue of Life.